# Beautiful People (Ed Sheeran)
Beautiful People is een single van de Britse artiest Ed Sheeran met de Amerikaanse zanger Khalid. Atlantic Records bracht de single uit op 28 juni 2019, als derde single van het album No.6 Collaborations Project. Het werd de tweede single die de top van de Britse charts kon halen van het album. Ook in vele andere landen werd de single een top 10-hit.

## Achtergrond
Beautiful People werd eerst aangekondigd op de tracklist van Sheerans vierde album. De artwork van de single verscheen op 23 juni 2019. In de dagen daarna verschenen er nog kleine video's uit de studio.
De videoclip van het nummer kwam uit op 27 juni 2019, een dag voor het uitbrengen van het nummer.

## NPO Radio 2 Top 2000
Beautiful People stond alleen in 2020 in de NPO Radio 2 Top 2000, op plek 1810.